# Голубой буревестник
Голубо́й буреве́стник (лат. Halobaena caerulea) — морская птица, принадлежащая монотипическому роду голубых буревестников (Halobaena) семейства буревестниковых отряда буревестникообразных (трубконосых), распространённая в Антарктике. Впервые вид был описан в 1789 году как Procellaria caerulea немецким врачом и натуралистом Иоганном Фридрихом Гмелиным (нем. Johann Friedrich Gmelin, 1748—1804). Позднее этот вид был помещён в род Halobaena. Видовые научное (лат. caerulea) и русское названия связаны с серой окраской верха птицы, которая с расстояния кажется голубоватой.
Маленький буревестник с контрастной окраской — серым верхом и белым низом, а также характерным черноватым рисунком на распростёртых крыльях и спине в виде буквы «М». Гнездится на субантарктических островах. Вне периода размножения взрослые птицы обитают в пределах ареала гнездования и над сопредельными акваториями Южного океана, тогда как молодые неполовозрелые особи широко кочуют от зоны пакового льда у побережья Антарктиды до умеренной и даже тропической зоны Южного полушария в районе холодных прибрежных течений. Питается главным образом мелкими ракообразными, а также мелкой рыбой.

## Характеристика вида

### Описание
Буревестник маленького размера. Размах крыльев составляет 642—695 мм, длина крыла 209—217 мм, длина клюва 25—27 мм, длина цевки 32—34 мм, длина хвоста 82—89 мм. Окраска верха тела главным образом серая, со слегка голубоватой спиной и пёстрым или белым лбом. Верх и бока головы вокруг глаз, также как и оперение кисти, плечевые и большинство маховых перьев шиферно-серые, заметно темнее спины. Концы длинных плечевых перьев беловатые. Крайние рулевые перья хвоста белые, остальные окрашены в голубовато-серый цвет; 2—3 центральные пары рулевых перьев имеют белую кайму на конце, поэтому кажется, что сложенный хвост имеет белую вершину. Клюв голубой (иногда черноватый) с тёмным коньком и носовыми трубками. Лапы голубые с розоватыми перепонками.
Пуховой птенец покрыт голубовато-серым пухом. Гнездовой наряд, который птенец получает в возрасте 43-60 суток, отличается от окраски взрослых птиц серым лбом и буроватым оттенком серых частей оперения.

### Отличия от близких видов в природе
Может быть спутан в природных условиях только с прионами — китовыми птичками рода Pachyptila, от которых  отличается тёмной головой и прямо срезанным (не клиновидным) хвостом с белой (а не тёмной) вершиной.

## Распространение
Гнездовой ареал располагается на субантарктических островах Диего-Рамирес в районе мыса Горн, Южная Георгия, Принс-Эдуард,Крозе, Кергелен и Маккуори. Взрослые птицы вне периода размножения предпочитают держаться вблизи мест гнездования или в районе сопредельных акваторий. Молодые птицы широко кочуют над акваторией Южного океана и в южных секторах Атлантического, Тихого и Индийского океанов от зоны паковых льдов на юге до 40° ю. ш. В зоне холодных прибрежных течений проникают в тропические широты до 20° ю. ш. у западного побережья Южной Америки, а в районе африканского континента — до Мыса Доброй Надежды и островов Фиджи.

## Численность
Данных по численности этого вида недостаточно. Численность мировой популяции, вероятно, составляет порядка нескольких миллионов особей. По данным на 2004 год общая численность вида оценивалась в 3 миллиона особей. На островах Диего-Рамирес по данным на 1992 год гнездилось около 2 млн особей. На островах Кергелен гнездовая численность составляет около 100-200 тыс. пар. На островах Принс-Эдуард и островах Крозе насчитываются десятки тысяч пар на каждом из архипелагов.

## Образ жизни

### Питание
Питается главным образом мелкими ракообразными и крилем рода Euphausia. В питании также присутствуют мелкие пелагические рыбы, в основном светящиеся анчоусы и некоторые нототениевые. Реже в пище встречаются головоногие, а иногда и насекомые. Кормится в море. Пищу схватывает с поверхности воды или в приповерхностном слое, частично или полностью погружаясь в воду.

### Размножение
Моногамный вид, гнездящийся в колониях, расположенных на прибрежных склонах, которые часто покрыты травой или кочками. Размножается ежегодно. Репродуктивный период начинается в сентябре. Гнездо устроено в виде длинной норы, вырытой в мягкой почве под кочками с травой. В кладке только одно яйцо. Длительность инкубации составляет около 42—52 суток. Полное оперение птенца завершается в возрасте 43—60 суток.

## Враги
В местах гнездования взрослые птицы и птенцы страдают и в значительной мере гибнут от нападений больших поморников (Catharacta), а в районе островов Крозе — от завезённых крыс (Rattus) и одичавших домашних кошек. В море голубой буревестник подвергается нападению гигантских буревестников и морского леопарда.

## Подвидовая систематика
Монотипический вид, не образующий подвидов.